# Nanshanping (sockenhuvudort i Kina, Hunan Sheng, lat 29,32, long 110,89)
Nanshanping (kinesiska: 南山坪, 南山坪乡) är en sockenhuvudort i Kina. Den ligger i provinsen Hunan, i den södra delen av landet, omkring 240 kilometer nordväst om provinshuvudstaden Changsha. Antalet invånare är 10 737. Befolkningen består av 5 099 kvinnor och 5 638 män. Barn under 15 år utgör 11,0 %, vuxna 15-64 år 74 %, och äldre över 65 år 13,0 %.
Runt Nanshanping är det ganska tätbefolkat, med 166 invånare per kvadratkilometer. Närmaste större samhälle är Yanbodu, 9,6 km nordost om Nanshanping. I omgivningarna runt Nanshanping växer i huvudsak blandskog.
Genomsnittlig årsnederbörd är 1 766 millimeter. Den regnigaste månaden är maj, med i genomsnitt 286 mm nederbörd, och den torraste är december, med 22 mm nederbörd.